# Star Wars: The Old Republic
Star Wars: Old Republic je počítačová MMORPG hra společnosti BioWare financovaná LucasArts. Jde o vůbec první MMORPG hru z dílen BioWare. Hra se odehrává ve fiktivním světě Star Wars 3643-3623 let před prvním natočeným filmem s podtitulem Nová naděje. Hra byla spuštěna 20. prosince 2011 v USA a v části Evropy. Zápletkou hra navazuje na předchozí tituly Star Wars: Knights of the Old Republic a Star Wars: Knights of the Old Republic II: The Sith Lords, odehrává se zhruba 300 let po událostech v nich.
V komunitě je Star Wars: The Old Republic často označován také jako SWTOR, TOR, nebo zkrátka jako Old Republic.

## Hvězdné války: Stará republika (sága)

### Příběh – předehra

#### Epizoda 1: Návrat
Příběh začíná na vojenské základně republiky kroužící kolem planety Koriban (pradávného rodiště temného řádu Sith a temné strany síly). Vojáci republiky uvěznili kapitána lodi Corellan XS Stock light freighter Nico Okarra za pašeráctví sithských artefaktů. Mistr Kao Cen Darach se svojí padawankou Satele Shan a desátníkem Jace Malcomem jej vedou do vězení. Poté se ve vesmíru poblíž stanice začínají z ničeho nic objevovat desítky nepřátelských lodí a začnou ničit základnu. Ukáže se, že obávané Sithské Impérium se vrací. Kapitán všem slíbí že je z místa dostane svou lodí. Jediové nemají na výběr nic jiného než ho pustit. V hale zatím vojáci díky Kapitánovi a Jace Malcomovi zvítězí nad přesilou sithských vojáků a robotů. Kao Cen Darach a Satele poté bojují se sithskými lordy Darthem Vindicianem a s jeho učedníkem Malgusem. Darach poté pošle ostatní do Corellan XS Stock light freighter a bojuje s lordy sám. Podaří se mu Vindiciana silně zranit a pak je zabit Malgusem. Satele ucítí pomocí síly, že je mistr mrtev a s kapitánem, desátníkem a astrodroidem T7-01 se vydávají varovat republiku. Na konci epizody říká Malgus svému mistrovi, že prý selhal. Vindician mu řekne, že všechno je pouze začátek. Malgus jej se slovy "Vítejte doma" zabije a poté vede obrovské loďstvo na Korriban.

#### Epizoda 2: Pomsta
Na planetu Coruscant do hlavního města republiky přilétá Darth Malgus se svou učednicí a Mandalorienskou bojovnicí Shae Vizla. Když přijde k bránám Jedijského chrámu, začne jej vyslýchat ochranka, která je následně Sithem pobita. Shae zatím likviduje zbytek ochranky v srdci budovy. Malgus se setkává s Mistrem Ven Zallow (nejvyšším mistrem rady rytířů Jedi) desítkami dalších Jediů. Po chvilce ticha narazí do chrámu loď a v ní desítky sithských bojovníků. Bitva začíná. Ven Zallow je po dlouhém boji zabit Malgusem. Epizoda končí scénou jak armáda Sithů a stíhaček pod vedením Malguse ničí město.

#### Epizoda 3: Naděje
Mezi republikou a Impériem zuří nelítostná válka. Poslední legie republikových vojáků na planetě Alderaan čeká v lesích na obrovskou armádu sithů. Když vojáci pod vedením desátníka Jace Malcoma zaútočí, strhne se finální boj. Republikoví vojáci po dlouhém boji prohrávají. Jace Malcom se pokusí Malguse zabít. Podaří se mu jej vážně zranit granátem, ale poté je chycen. Když chce jeden ze sithských bojovníků Jace Malcoma popravit, přichází mu na pomoc rytířka Satele Shan s republikovými posilami. Satela pobije bojovníky a o sithské vojáky se postarají republikoví vojáci. Nakonec bojuje Satela s Malgusem. Satele zvítězí když použije svou sílu. Na konci filmu Jace Malcom vystřelí do nebe světlici jako signál vítězství. Na nebi se náhle objevují stovky dalších světlic. V poslední scéně na Alderaan přilétá flotila republikových lodí.

### Příběh samotné hry

#### Válka mezi Galaktickou republikou a Sithským impériem
Po několikaleté Velké galaktické válce je republika na kraji vyčerpání. Armáda impéria zabrala mnoho soustav a rozsáhlé území. Sithové ale nečekaně pozvali představitele Galaktické republiky k vyjednávacímu stolu, o uzavření příměří.
Vyjednávání se mělo odehrát na Alderaanu. Desítky nejlepších rytířů Jedi odcestovali s představiteli republiky na Alderaan, ale v době jednání pronikla ukradená republikánská transportní loď obranou Coruscantu a zaútočila na chrám Jediů.
Desítky sithských bojovníků, následovaných kompletní invazní flotilou, obsadily Coruscant a srazily republiku na kolena. Její představitelé byli potom nuceni podepsat novou smlouvu, s novými podmínkami, známou jako The Treaty of Coruscant, která přiznávala Sithskému impériu mnohé planetární systémy, území, zdroje, a rovnoprávnost s Galaktickou republikou. Nejdůležitější součástí nucené dohody však bylo překvapivé příměří mezi oběma stranami, které se tak vydaly do tajné studené války.
Na několik následujících let je boj mezi republikou a impériem omezen na drobné potyčky. Mezi významné patří přepadení republikové lodi Esseless a pokus o únos dimplomatky Asary, nebo zapojení imperiální transportní lodi Black Talon do únosu dezertujícího imperiálního generála.
Po nějaké době se mistru Olegovi z řádu Jediů zjeví duch mrtvé Meetry Surik, která ho volá na planetu Taral V. Zde elitní skupina republikových vojáků a rytířů Jedi ukradne vzácné Gree zařízení, sloužící na navigaci vesmírných lodí v oblasti galaxie známé jako "Maelstrom Nebula". Uprostřed tohoto neproniknutelného útvaru vybudovalo impérium věznici, a jeden z vězňů je podle vize slov ducha Meetry nesmírně důležitý pro zbytek války mezi republikou a impériem. Flotila republikových lodí tedy pronikne až k věznici a výsadek se probojuje až k tajnému vězni. Při útoku na věznici je zabit obávaný Grand Moff Killran, jeden z nejvyšších důstojníků impéria.
Hledaným vězněm není nikdo jiný, než Revan. Po téměř 300 let, od té doby, co se vydal bojovat proti Sithskému císaři, lordu Vitiatovi, byl uvězněn tady. Celou dobu ale s císařem bojoval, a podařilo se mu ho částečně ovlivňovat. Revan se domnívá, že jen díky němu císař chtěl mír s republikou a nevyhladil ještě galaxii. Osvobozený Revan má ambiciozní plán - ví o pozici prastaré "Foundy", továrny v měsíci, která je schopná vyprodukovat obrovské množství bojových droidů. Revan s pluky vojáků odlétá do Foundry s cílem ukončit válku se Sithy jednou provždy.
Foundry je však lstí napadena skupinou imperiálních vojáků a sithů. Revan jim odhaluje svůj plán - jeho roboti zničí každou bytost v galaxii, která má alespoň zlomek Sithských genů. Zlikviduje i všechny řadové občany impéria. Revan je v následujícím souboji ale poražen, a v záblesku světla zmizí.
Foundry se později zmocní Darth Malgus, a vzhledem k ostatním událostem v galaxii se prohlásí za nového císaře, a vyzve Sithy, aby ho následovali. S robotickou armádou z Foundry a mnoha impériem perzekvovanými rasami a jejich technologiemi na své straně zahájí sérii mocných úderů proti republice i zbytkům sithského impéria. Jeho armády jsou ale nakonec poraženy na planetě Ilum, a on sám zabit v původní neviditelné pevnosti císaře Vitiateho, které se v jeho absenci zmocnil.
Situace nekončí pro impérium dobře, republika je opět na vzestupu.

#### Jedi Knight
Postupně jako padawan ochrání planetu Tython a řád Jediů před zkázou, potom na Coruscantu porazí syna Dartha Angrala. Následuje dlouhé pronásledování, během kterého je nucen sledovat, jak Darth Angral se svou superzbraní zničí hustě obydlenou planetu a zabíjí jeho mistra Orguse. Nakonec však Dartha Angrala dostihne a porazí, čehož impérium využije a zahájí opětovnou válku proti republice.
Mistři rady Jediů přicházejí s plánem, jak zastavit impérium. Je třeba zabít, a nebo obrátit na světlou stranu císaře Vitiateho. Plán je to velmi ambiciozní, a po dlouhých přípravách skončí fatálním neúspěchem. Císař všechny obrátí na temnou stranu a zajme.
Po několika měsících se rytíř Jedi dostává pomocí svého mrtvého mistra Orguse zpod vlivu temné strany a unikne s pomocí Lorda Scourge z císařovy pevnosti i se svou posádkou.
Vyráží na zoufalé tažení - najít ostatní Jedie a pomoci jim vrátit se na světlou stranu. Dozvídá se však šokující skutečnost - válka mezi mocnostmi je jenom záminka. Císař Vitiate se připravuje na rituál, během kterého vysaje život z každé bytosti v galaxii a stane se nesmrtelným, podobným bohu. O tomto plánu neví ani Sithové, jenom Lord Scourge, který se z toho důvodu přidá k rytíři Jedimu, o kterém měl vidění, že jako jediný dokáže odolat vlivu císaře a porazit ho.
Během hledání padlých Jediů se tedy musí ještě hlavní hrdina postarat o to, aby císař nemohl zahájit svůj rituál. K tomu účelu se totiž chystá vyhladit několik planet, a během násilí a krveprolití skrze temnou stranu vysát jejich obyvatele. Všechny hrozby jsou odvráceny a rytíř Jedi se vydává v maskované lodi na Dromund Kaas, kde se v prastarém chrámu Sithů utkává s císařem Vitiatem. Po epickém duelu je císař poražen, avšak až příliš snadno. Jeho fyzické tělo je však zničeno, a na nějakou dobu je tato hrozba zažehnána. Rytíř Jedi je potom prohlášen za mistra.

## Vlastnosti hry
Vývojářské studio, které je za její vývoj odpovědné, se snažilo do hry vtisknou především silný a podmanivý příběh, který je důležitou složkou pro všechny tituly BioWare. Příběh je vesměs nelineární a odvíjí od akcí hráče. Všechny dialogy, které hráč povede v rámci příběhu s postavami řízené umělou inteligencí, jsou plně nadabované.
Každý hráč má možnost využít pomoci umělou inteligencí řízeného partnera (tzv. společníka), který jej doprovází po vesmíru tvořeným více 17 planetami. Jednotliví hráči se mohou spojovat do skupin v rámci kterých budou moci plnit herní úkoly společně, zde vyniká pro tuto MMORPG exkluzivní systém rozhovorů s počítačem ovládanými postavami. Těchto plně ozvučených konverzací se totiž může účastnit hned několik hráčů najednou a každý z nich může zvolit svou odpověď, hra poté losováním jednu z nich vybere a ta se v dialogu použije.
Hra se snaží co nejvíce vybočovat jednotlivými herními systémy, avšak zároveň si zachovat zaběhlý standard ostatních titulů tohoto žánru, ve svém jádru a mechanice tak příliš nevybočuje, za to přináší četné oživení. Za zmínku stojí například zaměření na příběh, společníci, unikátní systém výroby předmětů, kde namísto tradičního zdlouhavého procesu pouze dáváte úkoly své posádce, zajímavý vývoj postavy, během kterého se hráč postupně přiklání na Temnou, nebo Světlou stranu Síly, ale třeba i progresivní přístup k boji hráč proti hráči (PvP), ve kterém se BioWare na rozdíl od většiny konkurence snaží zapojiti třetí roli tzv. holy trinity. V praxi to znamená, že v PvP zde mají prostor jak postavy zaměřené na udělování co nejvíce škod, léčení, ale nově i tankování (neboli hráči se snahou pohltit co nejvíc poškození a ochránit tak zbytek týmu).
Ve Star Wars: The Old Republic se hráči mohou podívat i do vesmíru, kde je pro ně připravena mini-hra ve stylu starších tunelovek (loď se pohybuje po předem dané trase a hráč může pouze manévrovat, střílet a využívat speciální vybavení).
Hráči se už při tvorbě svého avatara musí rozdělit na dva tábory. Příznivce Sithského Impéria a Galaktické Republiky, tyto dvě znepřátelené frakce mezi sebou v praxi vedou nelítostnou válku, i když na oko platí příměří díky Coruscantské dohodě.

## Tvorba postavy

### Frakce
Hráč má možnost si vybrat mezi těmito dvěma frakcemi:
- Galaktická Republika - Demokratická a spravedlivá, Republika je dobrým protipólem zlého Impéria. Možnost hrát za Jedie, Troopera nebo Pašeráka.
- Sithské Impérium - Snaží se zničit Republiku a být jedinou velmocí. Možnost hrát za Sitha, Agenta nebo Lovce odměn.

### Třídy

#### Galaktická Republika
Jedi Knight/Rytíř Jedi - Damage dealer využívající Světelný meč a Sílu k ochraně Republiky. Z nezkušeného padawana se stal schopný bojovník prosazující spravedlnost a právo.
- Guardian/Ochránce - Melee tank využívající těžkou zbroj a jeden Světelný meč.
- Sentinel/Strážce - Damage dealer se dvěma Světelnými meči, rychlý a schopný taktik.

Jedi Consular/Jedi Konzul - Moudrý Jedi využívající především hlubokých znalostí Síly k vedení a podporování ostatních během bitev. Konzul věnoval mnoho času studiu a vyvinul si tak pevné pouto se Sílou a s tím přišlo i velké porozumění.
- Sage/Mudrc - Damage dealer a healer s jedním Světelným mečem. Mistr telekineze a léčení.
- Shadow/Stín - Damage dealer dávající velké poškození na jeden útok se Světelným kopím (dva paprsky vycházející z jedné rukojeti). Zkušený ve využívání maskovacích technik.

Smuggler/Pašerák - Vychytralý obchodník schopný sehnat cokoliv, samozřejmě pokud máte čím zaplatit. Jeho blaster je vždy připraven k rychlému tasení. Republiku podporuje jelikož má rád svobodu.
- Scoundrel/Ničema - Healer a damage dealer, tento pašerák využívá jednoho blasteru na klasický boj a jednu brokovnici na boj zblízka. Je znám svou schopností zůstat nepozorován.
- Gunslinger/Pistolník - Damage dealer s rychlými útoky. Pistolník používá dva blastery a dokáže je efektivně využít ke zničení nebo jen zastavení nepřátel.

Trooper/Těžkooděnec - Elitní voják a bojovník Republiky je váženým jak v Řádu, tak i v Senátu. Nepoužívá Sílu, ale jeho taktické schopnosti a odhodlanost bojovat mu ji plně vynahradí.
- Commando/Komando - Healer a damage dealer s použitím blasterového děla. Skvělí taktikové připravení bojovat se Sithy a Imperiálními vojáky s pomocí granátů.
- Vanguard/Předvoj - Melee tank využívající blasterovou pušku. Vždy v přední řadě, tito vojáci využívající těžkou zbroj a štíty k ochraně Republiky a vynikají v umění přežít.

#### Sithské Impérium
Sith Warrior/Sithský Bojovník - Hlavní bojová síla Impéria. Jeho úkolem je ničit nepřátele Sithů a díky svému rudému Světelnému meči a technikám zastrašování je jedním z nejobávanějších bojovníků Impéria.
- Juggernaut/Kolos - Tank s jedním Světelným mečem a těžkou zbrojí. Zkušený nejen v boji s mečem, ale také v technikách Temné strany Síly a vyvolává tak strach a mocnou auru Temné Síly.
- Marauder/Záškodník - Damage dealer využívající dva Světelné meče a zbroj. Je specializován v boji s nimi a dovede je mistrně využít.

Sith Inquisitor/Sithský Inkvizitor - Obvykle v pozadí, tito Sithové ovládli mnoho tajných schopností, které jim Síla může poskytnout. Dokáží využít přátele i nepřátele ke svému osobnímu prospěchu. Mají za úkol vyhledávat zrádce a fungovat jako "Šedá eminence". Jejich poznávacím útokem jsou blesky.
- Assassin/Vrah - Damage dealer a tank se Světelným kopím. Vyniká v umění být nepozorován a rychle zneškodnit cíl. Dovede manipulovat svými nepřáteli, tak aby si zajistil vítězství.
- Sorcerer/Čaroděj - Damage dealer a healer bojující s jedním Světelným mečem. Mistr ve využití nebezpečných a méně známých technik Síly. Dovede svolat blesky na své nepřátele nebo vysát jejich energii. Je schopen velice účinně léčit své spojence.

Bounty Hunter/Lovec Odměn - Rychlý a smrtící zabiják nepřímo ve službách Impéria. Lovci jsou schopni najít kohokoliv, koho si zaměstnavatel přeje zlikvidovat. Jakkoliv je to povolání nebezpečné, ti lovci, kteří si vybudují jméno a dokončí co nejvíce úkolů čistě, z toho velmi profitují a o zakázky nemají nouzi.
- Powertech/Technik - Tank s plamenometem vynikající v obraně. Tento lovec vlastní osobní energetický štít a díky němu dokáže ustát třeba výstřely z blasteru.
- Mercenary/Žoldák - Healer damage dealer se dvěma pistolemi. Žoldák vlastní několik raket, které může na dálku poslat zničit jeho cíl.

Imperial Agent/Agent Impéria - Tajná služba Impéria. Tito agenti jsou připraveni splnit jakoukoliv misi, která je jim zadána, ať se jedná o likvidaci vzpurného Senátora, nebo o odstranění rebelských vůdců. Dokonalí špioni, které nedokáže prokouknout ani jejich přítel a jejich akce jsou nepředvídatelné až do splnění mise.
- Operative/Operátor - Healer a damage dealer využívající energetickou čepel nebo blasterovou pušku. Agenti využívající znalosti z více oborů vynikající v tiché likvidaci nepřátel zblízka nebo lékařské podpoře kolegů.
- Sniper/Odstřelovač - Damage dealer využívající odstřelovací pušku. Jedni z nejlepších střelců v galaxii vynikají v likvidaci na dálku a dovedou se maskovat aby zabránili odhalení.